# Вомпельск (гмина)
Вомпельск (пол. Wąpielsk) — сельская гмина (волость) в Польше, входит как административная единица в Рыпинский повет, Куявско-Поморское воеводство. Население — 4193 человека (на 2004 год).

## Соседние гмины
1. Гмина Боброво
2. Гмина Бродница
3. Гмина Бжузе
4. Гмина Голюб-Добжинь
5. Гмина Осек
6. Гмина Радомин
7. Гмина Рыпин